# Plaça porxada (Llers)
La Plaça porxada és una plaça de Llers (Alt Empordà) inclosa a l'Inventari del Patrimoni Arquitectònic de Catalunya.

## Descripció
Situada dins del nucli urbà de la població de Llers, a la banda de ponent del barri del Poble Nou, a la plaça Major, al costat de l'església de Sant Julià.
Es tracta de dos trams de galeria que delimiten la banda de tramuntana de la plaça Major i formen part dels habitatges que l'envolten. Són de planta rectangular i estan formades per una successió d'arcs de mig punt oberts a la plaça i coberts interiorment amb voltes d'aresta. El paviment interior sota les voltes és esglaonat. Tots dos trams de galeria estan arrebossats i emblanquinats. La tipologia d'habitatges es correspon amb cases entremitgeres de planta baixa i pis, amb balcons al pis superior i obertures senzilles i rectangulars.

## Història
En finalitzar la Guerra Civil espanyola Llers va quedar completament destruït degut a una explosió que va afectar pràcticament la totalitat de la població. El Patronat de Regiones Desvastadas va emprendre les tasques de reconstrucció del poble amb els presoners de guerra del bàndol perdedor. El projecte de construcció d'un nou poble a 500 metres cap al sud del nucli antic de Llers, va quedar en mans de l'arquitecte Pelai Martínez Paricio. El projecte incloïa la construcció ex novo de diferents habitatges, la nova església parroquial de Sant Julià i la rectoria. Les tasques de construcció dels edificis del Poble nou es va realitzar fent ús de la mà d'obra dels presoners de guerra del bàndol republicà, a més dels treballador del poble que podien percebre un salari per la seva feina. Es tractava d'un projecte de reconstrucció en el que la propaganda franquista va posar gran interès, d'una banda, per l'autoria republicana de la destrucció del poble i, per l'altre, per l'actitud paternalista del general Franco en la reconstrucció del poble. Degut a la falta de finançament, el projecte va quedar aturat l'any 1940 i no es va acabar mai de completar totalment.